# Léčba šokem
Léčba šokem (originální francouzský název Traitement de choc) je francouzské filmové drama z roku 1973, které režíroval Alain Jessua podle vlastního scénáře. Film pojednává o odlehlé léčebně, ve které se dějí podivné a podezřelé léčební postupy..
Hlavní role ztvárnili Annie Girardotová a Alain Delon.

## Děj
Obchodnice Hélène Massonová přichází do soukromého sanatoria doktora Devilerse zapomenout na neúspěch v lásce. Zpočátku normální lečební pobyt se začne měnit v nepříjemný zážitek, když Hélène spozoruje zvláštní chování personálu a také hostů. Hosté, významní a vlivní lidé, tvoří uzavřenou a dobře se znající komunitu.
Jednoho dne si Hélène všimne podivných onemocnění a dokonce zmizení mladých Portugalců, kteří v sanatoriu vykonávají pomocné práce. Když svá podezření sdělí ostatním, pouze ji odrazují, aby si ničeho nevšímala. Hélène je brzy seznámena se samotným doktorem Devilersem, kterého ještě zvláštnější chování její obavy vůbec nezmenší. Navzdory varováním všech se Hélène pořád snaží zjistit nějaké informace o zmizeních, i když je čím dál tím víc jasné, že to pro ní může mít fatální následky.
Jednoho dne je skutečně samotným doktorem Devilersem dopadena. V rozčílení jí ukáže mrtvé tělo a prozradí tajemství sanatoria. Z mrtvých těl Portugalců se separují "mladé buňky" pro klienty. Pak ji chce zabít, Hélène jej ale v sebeobraně sama zabije. Film končí pochmurnou vyhlídkou pro Hélène, protože mezi klienty sanatoria patří také vysocí představitelé policie a proto místo zavření institutu může naopak sama očekávat obvinění z vraždy.

## Obsazení
| Annie Girardotová   | Hélène Massonová        |
| Alain Delon         | doktor Devilers         |
| Michel Duchaussoy   | doktor Bernard          |
| Robert Hirsch       | Jérôme Savignat         |
| Jeanne Colletin     | Camille Giovanelli      |
| Jean-François Calvé | paní René Gassin        |
| Gabriel Cattand     | prokurátor De Boissière |
| Robert Party        | plukovník de Riberolles |